# MCS

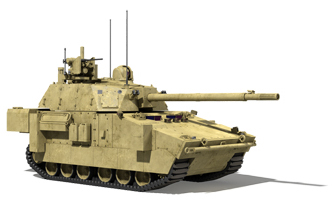
XM1202 MCS（イメージ）

XM1202 Mounted Combat System (MCS) とは、アメリカ陸軍が開発していたMGV (Manned Ground Vehicles) という軽量戦闘車両ファミリーの戦闘車両の一つ。仮称。砲搭載戦闘システムとも表記するが、定着していない表記である。2009年にMGV計画は中止され、新たにGCV (Ground Combat Vehicle、en) という戦闘車両計画が開始された(こちらも2014年2月に中止)。

## 21世紀型戦闘車両への要求
アメリカ陸軍では1980年から運用されている主力戦車のM1エイブラムスシリーズを長年運用しており、海兵隊も湾岸戦争以前からM1A1を使用してきた。
2007年末の同シリーズの最新型車両はM1A2であるが、2000年以降にアメリカ軍が直面した対テロ戦争において、非対称型戦場での対ゲリラ戦闘や、世界規模での紛争介入のための迅速長距離展開能力の点では、従来型の重厚長大戦車であるM1エイブラムスシリーズではこれらの変化してゆく要求に対応できない問題が生じた。
アメリカ軍では上記の要求に対応したフューチャー・コンバット・システム (FCS) という名の新型軽量戦闘車両などによる新しい兵器体系の構築を2014年までに完了すべく、研究と開発をDARPAを中心に進めている。
FCSでは共通のMGV（Manned Ground Vehicle、有人車両）を基本設計として戦車型、自走砲型、自走迫撃砲型、歩兵戦闘車型、偵察観測車型、装甲回収車型、指揮統制型、医療後送車型の8種の戦闘車両を生み出す計画であり、戦車型のMCSもその1つであった。

## 特徴

### 超軽量24トン以下
MCSはC-17輸送機により3輌が空輸可能なほど軽量でなければならないため、装軌戦闘車両であるにもかかわらず空輸重量が24トンまでに制限されている。

### ディーゼル・電気による直列ハイブリッド駆動

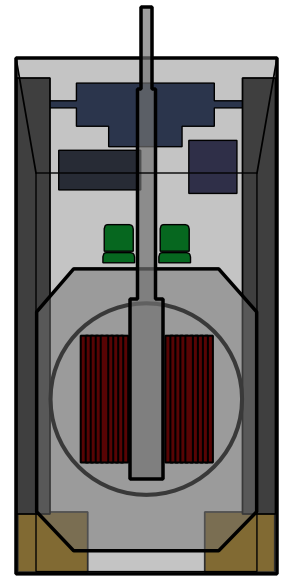
MCSの車内配置図

主要な動力機関は車体最前部にまとめられ、保守整備性の向上や各種派生車両設計の為の配置自由度を得ると同時に、イスラエルのメルカバ戦車のように正面被弾時の兵員損耗を最小化する効果が得られる。
新開発された独MTU社製の5R890直列5気筒ディーゼルエンジンが生み出す696馬力の回転力は直結された発電機によって電気エネルギーに変換される。一部はリチウム・イオン・バッテリーに蓄えられ、一部は搭載電子機器や空調機、砲塔回転などの電源として消費されるが、多くが4基の車体駆動・操向用電気モーターに給電される。
モーターとギヤ類は全てが電子制御されたBAEシステムズ製のトラクション・ドライブ・サブシステム（Traction Drive Subsystem、TDS）としてまとめられている。2基の高効率ACモーターによって主な駆動力が生み出され、2段減速ギアを経由して前部の駆動輪に伝達される。大きな駆動用モーターとは別に小さな操向用モーターの回転がそれぞれ左右の駆動用モーター軸にコントロール・ディファレンシャルギアを介してつながれており、駆動用モーターが生み出す大きな回転力を小さな力で制御している。
TDSの2段減速ギヤに繋がれた物理的なブレーキとは別に、電動モーターで発電することで車体の運動エネルギーを減殺する回生ブレーキも使用される。また、従来のトランスミッションによってギクシャクと変速していた無駄が排除され、電動モーターによってスムーズでエネルギーに無駄がない駆動が行なわれる。電動モーターの特性により、駆動力の立ち上がりが瞬時であり、低速時のトルクも従来のトランスミッションとはくらべものにならない。
動力部に直列ハイブリッド式を採用したことで、かさばって重い従来のトランスミッションと駆動シャフトが不要となり、これらの要因から従来型の同等出力のディーゼルエンジンに比べて、40%以上の燃費節約が可能になるとされている。また、従来のトランスミッションに比べて単純で小さなギヤ部は故障が少なく保守頻度や交換部品の供給といった兵站への負担も軽くて済む利点がある。
大きな発電機が生み出す豊富な電力は、将来搭載される新たな情報機器・電子兵器への拡張余裕を提供する。

### 無人砲塔による新型C4Iの操作環境
砲塔は無人となり、操縦主と砲手は車体のやや前方寄り中央左右に座り、車長は砲塔後方の車体後部に座る。これまでの有人砲塔による高い位置からの肉眼による捜索は行なえないが、砲塔上の複合センサーによって得られる映像と車体ハッチの潜望鏡窓からの前方監視や、偵察衛星と無人偵察機からの偵察映像などの高度なC4Iシステムのサポートを受けて周囲警戒を行なうことになる。
左側座席の操縦手と右側座席の砲手の2名の乗員は、乗員室内の正面左右合わせて5面の多機能ディスプレーを見ながら、全てが電気的にコントロールされたドライブ・バイ・ワイヤによって操作することになる。操縦手と車長にはこれらのディスプレーによって360度の外部カラーパノラマ映像、動力系、走行系、搭載兵器系、GPS/INS、3次元戦域デジタル地図（敵・味方・地形）等の多角的で多様な情報がそれぞれの必要に応じて整理されて提供される。2人の間に備えられた中央のディスプレーには常時、注意警戒システムと車両の動作運転情報が表示され、通常ディスプレーの故障時には予備となる。
砲搭上に遠赤外線カメラ、高解像度TVカメラ、レーザー測距・目標指示器が内蔵された360度旋回式の多機能センサーが備えられている。外部との通信には、統合戦術無線システム (JTRS)、リンク 16、UHF衛星通信、WIN-T情報ネットワークのための通信機とアンテナが備わっている。車体前部にはレーザー映像装置とミリ波レーダー装置があり、自律航法システムの一部を構成している。

### アクティブ防護システム
MCSは軽量化のために、従来の戦車では当然備えていたレベルの装甲を備えていない。車体の装甲は鋼鉄以上の強度を持つチタン材を基本装甲に使い、ポリマー複合材と防弾アルミ、セラミックスが組み合わされている。これに空輸後に取り付けるモジュール式追加装甲を加えても、わずか30mm機関砲弾を阻止するに過ぎず、そのままではRPGロケット弾に簡単に撃破されてしまう。
この脆弱な装甲を補うために現在、搭載を検討中なのが、アクティブ防護システム（Active Protection System、APS）である。これは赤外線かミリ波レーダーで比較的低速の敵ロケット砲弾を感知して車体に当る前に空中で撃墜するものである。いくつかのAPSが開発中や初期実用段階であるが、採用が有力なのは、米レイセオン社のクイック・キル (Quick Kill)システムである。多機能無線周波数（Multi Function Radio Frequency System、MFRFS）レーダーで敵ロケット砲弾を感知すると、直ちに軌道を計算し命中する場合は、車体の両側の迎撃弾庫から長距離・短距離いずれかの適したものを選び、垂直上方に発射する。発射された迎撃弾は空中で迅速に向きを変え、目標に対向して爆発し撃墜または、有効な攻撃が不可能な状態にする。
MFRFSレーダーは砲塔の四方に配置され360度全周をカバーする平面アンテナであり、高機能なフェーズド・アレイ・レーダーであるAESAか又はデジタル・レーダーであり、秘匿通信機能も備えている。

### 軽量化120mm滑腔砲 (XM360)
軽量化のために装甲が犠牲になったMCSは、敵戦闘車両との直接砲撃戦によって被弾するリスクを避けるために、戦車共通の直接照準 (Line of sight) 射撃法だけでなく、視程越え (Beyond-LOS) 射撃法も標準的な攻撃手段としている。
2007年末の現在もARDEC（武器工学・技術センター）で開発中でMCSに搭載予定のおそらく44口径と推定される、120mm滑腔砲XM360は、重量わずか1,860kgで同じ44口径でM1エイブラムスにも使用されている120mm滑腔砲M256が3,023kgであるので、かなりの軽量化が行なわれている。しかし従来の砲に比べて軽量化されていても44口径では、すでに52 - 55口径を備える主力戦車が一般化している現状では、初速度の不足は明らかであり、その点を補う意味でも新たな専用の中射程誘導砲弾（次項）を開発中である。XM360に使用する砲弾はこの専用の新開発砲弾と共に、従来型の120mm砲弾も高性能化が図られている。先進運動エネルギー (Advanced Kinetic Energy) 砲弾と名づけられた徹甲弾は対戦車用であり、LOS-MP砲弾は多目的榴弾である。
XM360は信管調停等が電磁気的に行なえる高機能砲弾とのデータリンク用にコイル状のインターフェースを備える。無人砲塔のためアメリカ軍の戦車としては初めて自動装填装置を搭載する。弾薬は主砲機関部をはさんで砲塔リングぎりぎりに発射方向と同方向に寝かせて並べられ、縦長幅広の2組の帯状ループを構成している。弾倉部の砲塔上部装甲はブローオフ・パネルになっており、被弾時、搭載弾薬の誘爆によって内圧がある程度上昇すれば車体内部被害の軽減化のために吹き飛ぶ構造になっている。
実験写真では、完全な四角形の砲身冷却用外板が写っており、対電波・対赤外線に対するステルス性能が考慮されているタイプも開発中であることがうかがえる。
MCS本体の開発中止後も、XM360は次世代戦車砲として開発が継続されており、ゼネラルダイナミクス・ランドシステムズがベンチャー開発しているグリフィン軽戦車や、2022年発表の主力戦車コンセプトモデル「エイブラムスX」にも搭載されている
。

### 中射程誘導砲弾 (XM1111 MRM)
XM360からの発射を想定して開発が進められている中射程誘導砲弾 XM1111 MRM は徹甲弾型 MRM-KE と榴弾型 MRM-CEの2種類が開発中である。
共に有効射程は2 - 12kmであり、完全撃ちっぱなし (Fire and foreget) 式の砲弾は発射後、慣性による弾道飛行により目標上空に達した段階で搭載センサー（誘導弾では「シーカー」と呼ばれ、目標上空での誘導は「終末誘導」と呼ばれる。）が目標捜索を開始し、目標を探す。両タイプとも終末誘導には折りたたまれていた誘導フィンを展張して、空力制御によって誘導される。
主に対戦車用に使用される高速徹甲弾型のMRM-KEは、終末誘導にミリ波レーダー・シーカーとセミアクティブ・レーザー・シーカーを使い、目標を発見した後は搭載ロケット・モーターによって上空から加速し超音速の重金属製弾芯によって目標の装甲を貫く。
対戦車榴弾型のMRM-CEは、終末誘導に赤外線画像シーカーとセミアクティブ・レーザー・シーカーを使い、目標を発見した後はフィンによって誘導されながら上空から緩やかに落下して、目標物との接触時に爆薬によって目標の装甲を貫く。
共に2種類のセンサーを使うことで、妨害下や悪天候時でも、より確実に目標を捕らえる。
これらの誘導砲弾発射時にもMCSには目標が見える必要は無く、C4Iシステムには戦域ネットワークを通じて自動的に正確な座標が提供されるため、MCS乗員はただデジタル戦域地図上の目標を選択するだけで、FCS（射撃統制装置）はGPS/INSによる自座標から正しい方位と射角を計算し、環境センサーや砲身状態、車体傾斜、装薬温度等による誤差修正と共に、全ての必要な計算を完了する。発射弾種を選べば自動装填され砲が指向され、全ての準備が完了する。あとは発射するだけである。MCSは戦車であるが自走砲としての性格も持ち合わせている。

### ゴム履帯と軽量サスペンション
無限軌道には、重い金属製ではなくUDLP社が開発した38.1cm幅の一体型ゴム履帯（バンド・トラック）が使用される。内部にナイロン織物とスチール・コードが積層されて縦走しており、重量を受け止めるための複合ロッドとスチール・サポート・プレートが横方向に内蔵されている。摩擦が少なくそれ自体が防振材であるため低騒音・低振動であり、（22トンの車体重量では）3,200km - 4,800km超の走行寿命があるため整備性も高いとされる。
また油気圧サスペンションの採用により従来のトーションバー式に比べて軽量化と長いストロークが達成され、破損時にもユニットごとに外部に取り付けられた油気圧サスペンションは容易に交換できる。

## 主要要目等
- 車体サイズ：車体長6.34m、全幅2.53m、全高2.59m（すべて推測値）
- 重量：輸送時24t以下
- 乗員：3名
- 主砲：軽量化120mm滑腔砲 XM360（開発中）
  - 搭載弾数：27発
- 副装備：遠隔操作式25mm機関銃 XM307 ACSW（先進乗員火器）×1　砲塔上部
- 装甲：チタン製複合装甲 + （空輸後）モジュラー式追加装甲
- 防御機能
  - Quick Kill APS　弾庫車体左右各1
  - レーザー警報装置
  - ミサイル妨害装置
- 動力機関：ディーゼル・電気モーターのハイブリッド式　独MTU-5R890直列5気筒ターボディーゼル (696hp) 1基 + 発電機1基、電気モーター大小計4基
  - 駆動変速系：BAEシステムズ製トラクション・サブ・システム　（駆動、変速、操向、回生ブレーキ、　ディファレンシャル・ギア）
- 最高速度：90km/h（計画値）
- 航続距離：750km以上（計画値）
- 走行系
  - ゴム履帯
  - 片側5個転輪
  - 英ホーストマンDS社製インアーム油気圧サスペンション

## 計画
2007年現在での生産予定数は15個旅団分の約900輌とされていた。順調にいけば2011年にはプロトタイプが完成する予定だった。